# Università John Moores di Liverpool
L'Università John Moores di Liverpool (LJMU, in inglese: Liverpool John Moores University) è un'università pubblica di Liverpool, nel Regno Unito. La LJMU si trova nel City Campus nel centro di Liverpool, nell' IM Marsh Campus ad Aigburth e nel Mount Pleasant Campus alla periferia di Liverpool. Ci sono attualmente oltre 23.000 studenti iscritti. Più di 1.000 professori, professori a contratto e personale accademico insegnano e ricercano in sei facoltà:
- Economia e Diritto
- Lettere, Studi Professionali e Sociali
- Salute
- Scienze
- Ingegneria e Tecnologia

## Storia
Il più antico precursore dell'università odierna è la Liverpool Mechanics 'School of Arts, fondata nel 1823, una Grammar school per ragazzi con un focus tecnico. Nel 1832 un Istituto di Meccanica per l'educazione degli adulti fu aggiunto a questa struttura e ribattezzato Liverpool Mechanics' Institution. Nel corso del tempo molte altre scuole e college ne divennero parte. Nel 1970 quattro strutture - quella creata dalla scuola originale il Regional College of Technology, la scuola per l'arte e il design College of Art and Design, la Commercial School and College of Commerce e il College of Building for Civil Engineering - divennero un college tecnico con il nome di Liverpool Polytechnic.
Nel 1992, 33 politecnici inglesi, compreso il Liverpool Polytechnic, hanno ricevuto lo status di università. Per distinguere la nuova università dall'Università di Liverpool, è stata intitolata all'imprenditore e filantropo John Moores.